# Onthophagus hajimei
Onthophagus hajimei là một loài bọ cánh cứng trong họ Bọ hung (Scarabaeidae).